# YAZAWA (とんねるずの曲)
『YAZAWA』（やざわ）は、1988年7月6日に発売された、とんねるず15枚目のシングル。

## 概要
矢沢永吉へのメッセージソング。「I Love You OK」「時間を止めないで（←時間よ止まれ）」と、矢沢の楽曲を意識した歌詞が盛り込まれている。1988年7月6日放送の『夜のヒットスタジオDELUXE』（フジテレビ）では、ロンドンのレコーディングスタジオにいる矢沢の前で歌唱した。

## 収録曲
1. YAZAWA
  - 作詞：秋元康／作曲・編曲：後藤次利
2. かき氷は宇治金時
  - 作詞：石橋貴明／作曲：木梨憲武／編曲：後藤次利